# Кок огиз

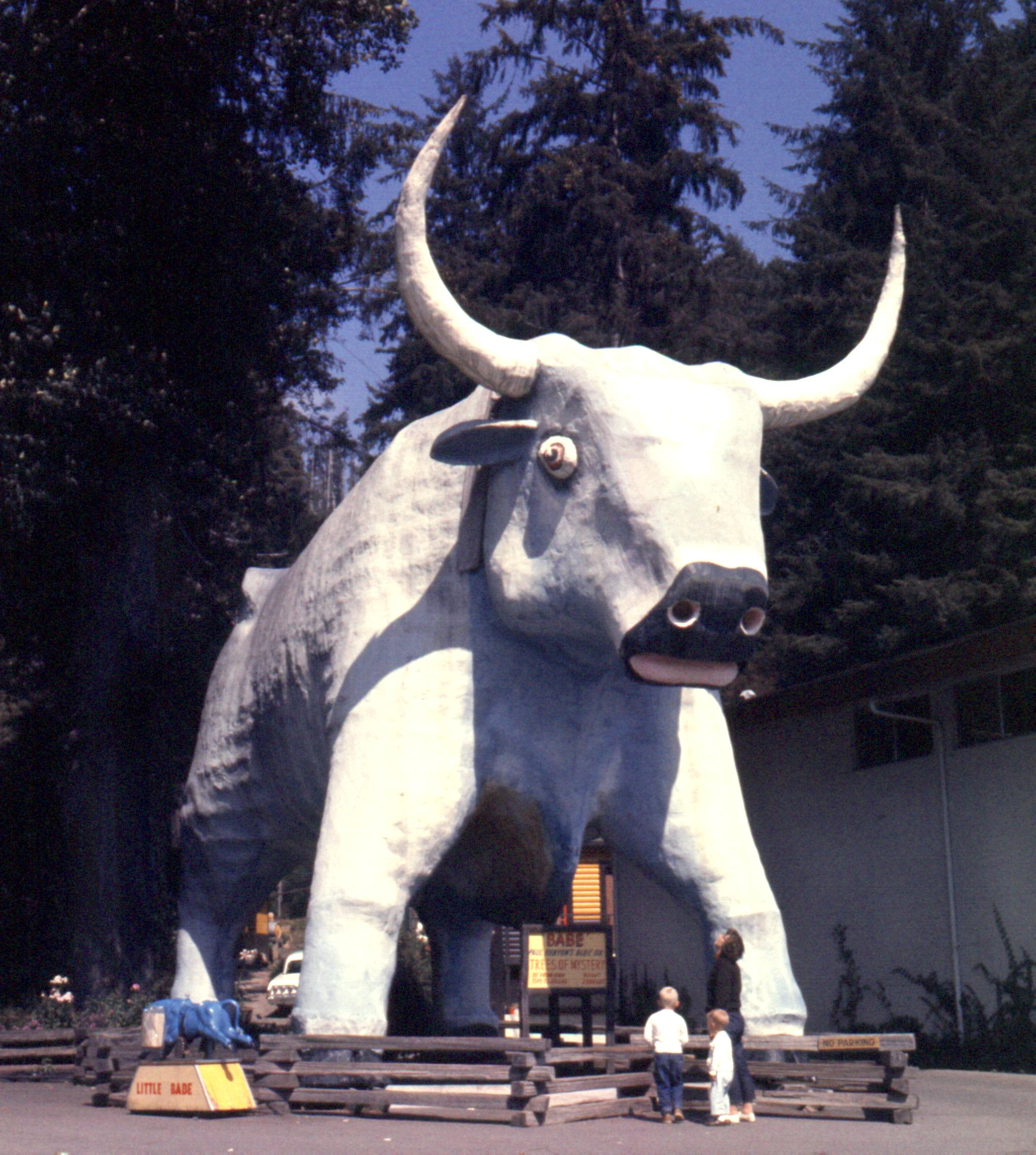

Кок огиз («Синий вол») — мифологический образ народов Центральной Азии. По древним поверьям о происхождении человека и мира, бог сначала сотворил Землю, потом Небо. На огромной рыбе стоит великан Синий вол, который поднимает своими рогами Землю и все земное. Когда Кок огиз устает и перекидывает Землю с одного рога на другой, происходит землетрясение. Когда сломаются оба рога, наступит конец света. Это предание было распространено от Едиля до Кавказа и Крыма. Мифы, в которых Земля держится на китах, черепахах и других животных, сохранились у многих народов мира.